# Roxanne Perez
Carla Gonzalez (* 5. November 2001 in Laredo, Texas) ist eine US-amerikanische Wrestlerin. Sie steht derzeit bei der WWE unter Vertrag und tritt in deren Show RAW auf. Ihr bislang größter Erfolg ist der zweifache Erhalt der NXT Women’s Championship.

## Wrestling-Karriere

### Erste Anfänge (2018–2022)
Gonzalez begann mit ihrem Training im Alter von 13 Jahren. Im Alter von 16 Jahren wurde sie von Booker T trainiert. Im Dezember 2018 gab sie ihr Debüt unter dem Ringnamen Rok-C bei der Promotion von Booker T. Über die Zeit trat sie für verschiedene Promotions in Texas auf, unter anderem für Reality of Wrestling, Renegade Wrestling Revolution und New Texas Pro Wrestling.
Im April 2021 trat Gonzalez unter ihrem Rok-C-Ringnamen für Ring of Honor auf. Sie gab ihr Debüt mit Max the Impaler gegen Laynie Luck und Hyan. Rok-C nahm dann am ROH Women's World Championship-Turnier teil. Im Finale von Death Before Dishonor XVIII besiegte sie Miranda Alize und wurde mit 19 Jahren die erste ROH Women's World Champion und damit die jüngste der Geschichte. Am 27. Oktober 2021 wurde Rok-C zusammen mit allen anderen ROH-Mitarbeitern aus ihren Verträgen entlassen. Am 13. Januar 2022 verlor sie ihren Titel gegen Deonna Purrazzo.

### World Wrestling Entertainment (seit 2022)

#### NXT (2022–2025)
Am 17. März 2022 wurde bekannt gegeben, dass sie einen Vertrag bei der WWE unterschrieben hat. Im April 2022 gab sie über Twitter ihren neuen Ringnamen Roxanne Perez bekannt. Nachdem sie das NXT Women's Breakout Tournament gewonnen hatte, bildete sie zusammen mit Cora Jade ein Team. Am 5. Juli 2022 gewannen sie zusammen die NXT Women’s Tag Team Championship, hierfür besiegten sie Toxic Attraction Gigi Dolin und Jacy Jayne. Die Regentschaft endete am 19. Juli 2022 nach 14 Tagen. Jade löste die Partnerschaft auf, für sie begann eine zweite Regentschaft als alleinige Titelträgerin. Am 26. Juli 2022 gab sie den Titel freiwillig ab, somit wurden die Titel für vakant erklärt. Am 13. Dezember 2022 gewann sie die NXT Women’s Championship, hierfür besiegte sie Mandy Rose. Die Regentschaft hielt 108 Tage, sie verlor den Titel schlussendlich am 1. April 2023 bei NXT Stand & Deliver (2023) an Indi Hartwell.
Im Januar 2025 verlor Perez den Titel in einem Revanchekampf bei New Year's Evil an Giulia, womit ihre zweite Regentschaft nach 276 Tagen endete. Beim Royal Rumble 2025 stellte Perez mit 1 Stunde und 7 Minuten den Rekord für die längste Zeit in einem Royal Rumble-Match der Frauen auf; sie stieg als Dritte ein und wurde Zweite, zuletzt eliminiert von Charlotte Flair. Bei Vengeance Day scheiterte Perez daran, ihren Titel in einem Fatal Four-Way-Match gegen die Giulia, Bayley und Jade zurückzuerobern. Doch Perez qualifizierte sich für das Elimination Chamber-Match, indem sie Raquel Rodriguez in der Raw-Folge vom 17. Februar besiegte. Bei diesem Event wurde sie von Alexa Bliss eliminiert. Perez’ letztes Match bei NXT fand in der Folge vom 29. April statt, in der sie und Giulia gegen Iyo Sky und Grace verloren.

#### RAW (2025-heute)
Nach mehreren Auftritten im WWE-Hauptkader Anfang 2025 trat Perez am 19. Mai Raw bei und qualifizierte sich für das Money in the Bank-Leitermatch, indem sie Becky Lynch und Natalya in einem Triple-Threat-Match in der am selben Tag ausgestrahlten Raw-Folge besiegte. Bei Money in the Bank am 7. Juni 2025 konnte sie allerdings nicht gewinnen und unterlag gegen Naomi.
Anstellte der verletzten Liv Morgan sprang sie bei Judgement Day als Partnerin von Raquel Rodriguez ein und verteidigte mehrmals mit ihr gemeinsam den Tag Team-Championtitel, unter anderem bei Evolution. Allerdings verloren Perez und Rodriguez den Titel beim Summerslam 2025 am 2. August gegen Alexa Bliss und Charlotte Flair. 

## Titel und Auszeichnungen
- World Wrestling Entertainment
  - NXT Women’s Championship (2×)
  - NXT Women’s Tag Team Championship (1×) mit Cora Jade
  - NXT Women's Breakout Tournament (2022)
  - Iron Survivor Challenge (2022)
- New Texas Pro Wrestling
  - New Texas Pro Women's Championship (1×)

- Renegade Wrestling Revolution
  - RWR Vixens Champion (1×)

- Ring of Honor
  - ROH Women's World Championship (1×)
  - ROH Women's World Championship Tournament (2021)
  - ROH Year-End Award (2×)
  - Female Wrestler of the Year (2021)
  - Best New Star (2021)

- Reality of Wrestling
  - ROW Diamonds Division Championship (1×)

- Sabotage Wrestling
  - Sabotage War of the Genders Championship (1×)

## Belege
1. ↑  WWE welcomes newest class of recruits to the WWE Performance Center. wwe.com, 17. März 2022, abgerufen am 6. Juli 2022.
2. ↑  WWE NXT "The Great American Bash" (05.07.2022). Wrestling-Point.de, 6. Juli 2022, abgerufen am 6. Juli 2022.
3. ↑  WWE NXT 2.0 (19.07.2022). In: Wrestling-Point.de. 20. Juli 2022, abgerufen am 21. Juli 2022.
4. ↑  WWE NXT 2.0 (26.07.2022). In: Wrestling-Point.de. 27. Juli 2022, abgerufen am 27. Juli 2022.
5. ↑  WWE NXT: Alle Resultate aus Orlando, Florida (13.12.2022). Wrestling-Point.de, 14. Dezember 2022, abgerufen am 14. Dezember 2022.
6. ↑  NXT Stand & Deliver 2023. Wrestling-Infos.de, 1. April 2023, abgerufen am 1. April 2023.

| Personendaten    | Personendaten                     |
| ---------------- | --------------------------------- |
| NAME             | Perez, Roxanne                    |
| ALTERNATIVNAMEN  | Gonzalez, Carla (wirklicher Name) |
| KURZBESCHREIBUNG | US-amerikanische Wrestlerin       |
| GEBURTSDATUM     | 5. November 2001                  |
| GEBURTSORT       | Laredo, Texas, USA                |